# جورج كوهلر
ولد جورج كوهلر في ميونيخ في عام 1946. ودخل جامعة فرايبورغ في عام 1965 لدراسة علم الأحياء. وفي عام 1971 حصل على دبلوم في علم الأحياء من أجل العمل على السلالات التي تعاني من نقص إصلاح كولاى وفي عام 1974 حصل على دكتوراه الفلسفة في الدراسات المناعية على انزيم b-galactosidase تحت Fritz Melchers. وفي عام 1974 انضم إلى مجموعة سيزار ميلشتاين في مختبر البيولوجيا الجزيئية ، والتي نشرت في عام 1975 في الطبيعة نتائج عملهم مما يؤدي إلى إنتاج أجسام مضادة وحيدة النسيلة «الثقافات المستمر للخلايا إفراز الأجسام المضادة تنصهر فيها من خصوصية محددة سلفا». وفي عام 1976 أصبح عضوا في معهد بازل للمناعة ، والعمل على الهجينة اللمفاويات.

## وصلات خارجية
- جورج كوهلر على موقع الموسوعة البريطانية (الإنجليزية)
- جورج كوهلر على موقع مونزينجر (الألمانية)
- جورج كوهلر على موقع إن إن دي بي (الإنجليزية)

- http://www.nobel.se/medicine/laureates/1984/